# زیتن
زیتن (به هلندی: Zetten) یک منطقهٔ مسکونی در هلند است که در افربیتووه واقع شده‌است. زیتن ۵٬۲۵۰ نفر جمعیت دارد.